# Жутица (Милићи)
Жутица је насељено мјесто у општини Милићи, Република Српска, БиХ.

## Географија
Налазе се у мјесној заједници Штедрић.

## Историја
Припадници Армије Републике БиХ су 21. маја 1992. године извршили убиство осам Срба из насеље Жутице.

## Становништво
| Демографија | Демографија | Демографија |
| Година      | Становника  | Становника  |
| ----------- | ----------- | ----------- |